# لی دونگ-سو
لی دونگ-سو (انگلیسی: Lee Dong-soo؛ زادهٔ ۷ ژوئن ۱۹۷۴) بدمینتون‌باز اهل کره جنوبی است.